# Pripona
Pripona ali sufiks je v besedi morfem desno od korena, na primer miz-ic-a, kup-ov-a-ti, drob-c-en-a. Pripone se uporabljajo za tvorbo oblik (npr. lep-š-i) ali za tvorbo besed (ded-ek). Pripone na koncu besede imenujemo končne (npr. ved-oma, ved-oč), druge pa so nekončne (lep-š-i, del-a-m). 
Besedotvorna postopka, v katerih je ena izmed sestavin nove besede pripona, sta izpeljava in zlaganje. Tovrstne tvorjenke imenujemo izpeljanke in zloženke. 

## Pripone izpeljank
Novo besedo pri besedotvornem postopku I z p e l j a v a dobimo tako, da podstavi dodamo priponsko obrazilo, npr. sin-ko, trdoglav-ost. Pri tem se prvotni podstavi pogosto spremenijo slovnične značilnosti. Način tovrstne tvorbe se imenuje priponjanje ali sufiksacija. Glede na to, katera sestavina skladenjske podstave (jedro ali odvisni del) se pretvarja v obrazilo, ločimo dve vrsti izpeljank: navadne in modifikacijske. Pri navadnih izpeljankah se v priponsko obrazilo pretvarja jedrni del skladenjske podstave (delati greh > grešiti), pri modifikacijskih izpeljankah pa se obrazili odvisni del skladenjske podstave (mlad gospod > gospodič). Z modifikacijsko izpeljavo pogosto tvorimo pomanjševalnice, ljubkovalnice, večalnice ali slabšalnice. Pri njih prihaja načeloma do modifikacij s priponskim obrazilom srednjega spola, npr. bab-še, rev-še; ljubkovalnost načeloma s priponskim obrazilom za moški spol (mlekec, vinček). Nezaznamovana varianta je obrazilo -ica namesto, npr. dekl-ič. 
Priponska obrazila uporabljamo tudi pri tvorjenju skupnih imen, npr. otročad, zobovje, kolegij, ladjevje, ženstvo. 
Glagole navadno tvorimo z glagolskim priponami, so pa tudi izjeme, ko jih delamo z neglagolskimi priponami. Glede na pomen jih delimo na tiste, ki imajo manjšalni ali ljubkovalni pomen (-k-, -čk-, -ic-, -Ij-: čičicati, strelčkati, stopicati, skakljati), in na tiste, ki imajo večalni pomen (-ast-, -ih-: lomastiti, sopihati). 
Najznačilnejši skupini izpeljank sta sicer tisti, ki sta tvorjeni iz: 
- Iz pridevniške besede in priponskih obrazil: -ič (zadnjič, poslednjič, stoprvič), -krat (enkrat, nekajkrat, prvikrat, kolikokrat, zadnjikrat, tokrat), -daj (kdaj, zdaj/sedaj, tedaj), -o (pogosto, nadrobno);
- Iz predložne zveze in priponskih obrazil: -a (docela, iznenada, scela, shuda, zgrda, zlepa, zmlada, zarana; skraja, zdoma), -ema (skrajema), -oma (sčasoma, zviškoma, zvrhoma), -ič (vnovič, vdrugič), -e (dopoldne, opoldne), -i (hkrati, poleti, ponoči,  naokoli, poceni, pokonci, postrani, nasproti, sproti), -aj (spodaj, zdavnaj, zgoraj, zgodaj), -lej ( doslej, dotlej, odklej, odslej, odtlej), -orej (zatorej), -em (obenem, pojutrišnjem, medtem), -om (zbogom, zmerom). 

## Pripone (medponsko-priponskih) zloženk
Pri medponsko-priponskem zlaganju je obrazilo sestavljeno iz medpone in pripone – medponsko-priponsko obrazilo. Medponsko-priponske podredne zloženke imajo določani člen besedotvorne podstave lahko samo iz glagola ali iz samostalnika. V prilastkovem odvisniku skladenjske podstave zloženk sta dve predmetnopomenski besedi v neposrednem predvidljivem skladenjskem razmerju. Prvi tip je vedno polnopomenski glagol, ki se pretvarja v (določano) sestavino besedotvorne podstave – zloženke imenujemo izglagolske, drugi tip zloženk pa ima v skladenjski podstavi vedno nepolnopomenski glagol, ki se tako kot vse slovničnopomenske lastnosti skladenjske podstave vedno obrazili – zloženke imenujemo imenske. 
Izglagolske zloženke, ki so največkrat samostalniki pa tudi pridevniki, imajo skladenjsko podstavo medpone vezano na katero od stavčnih vrst razmerja – primik, vezavo, največkrat tožilniško, prisojanje pa tudi povedkovo- ali prilastkovodoločilno ujemanje. Besedotvornopomenske omejitve izhajajo iz vrste skladenjskopodstavnega (stavčnega) razmerja, se pravi iz skladenjske podstave medpone in glagolske polnopomenskosti – njegove pretvorljivosti v (del) besedotvorne podstave. Tako velja, da besedotvorna pomena, nastala iz prvega delovalnika – se pravi vršilec dejanja in predmet za dejanje, ne moreta imeti v skladenjski podstavi medpone iz prisojevalnega razmerja – to se obrazili lahko le priponsko, npr.:
vrv-o-hod-ec ← [tisti, ki] hodi [-ø] {po} vrv{-i}, [ ] → -(e)c, { } → -o-, vrv-, -hod-.
Besedotvorni pomen rezultata in sredstva dejanja (tožilniško-, orodniškovezavna skladenjska podstava pripone) sta verjetna samo v zloženki s polnopomenskim glagolom v skladenjski podstavi, npr.:
čas-o-pis-ø ← [to, kar] piše[ø] {o} čas{-u}, [ ] → -ø, { } → -o-, čas-, -pis-.
Za glagolske zloženke tako kot za tvorjenke iz predložne zveze so značilne pripone, ki so izrazno ali razvrstitveno (glede na podstavo) lahko drugačne od izpeljavnih. Izrazno so te pripone vedno soglasniške, npr. -(e)c, -ja, -je, -stvo, ali pa glasovno prazne, ničte; te pripone so razvrščene vedno na (glagolski) koren, se pravi, da glagolska pripona pretvorbeno (besedotvorno) ne šteje, npr.:
bakr-o-rez-ø ← [to, da se] reže[-ø] {v} baker{-ø}, [ ] → -ø, { } → -o-, bakr-, -rez. 

## Nekatere posebnosti naglasa in izgovora zaradi dodajanja priponskih obrazil
Stalno naglašena priponska obrazila svoji podstavi odvzemajo naglas: dêbel -éla > debelúh, mérim > merílo, intelektuálen > intelektualizírati.
Načeloma v vseh izglagolskih izpeljankah s priponskimi obrazili -lc-, -lk-, -lsk-,-lstv- (ter v nadaljnjih izpeljankah iz njih), ko se nanašajo na živega vršilca dejanja, črko l beremo kot dvoustični u: bralca, bralka, bralski, bralstvo.
Pri izlastnoimenskih pridevnikih s priponskimi obrazi -ov/-ev/-in ločimo rabo velike in male začetnice glede na ločevanje med rabo pridevnika v svojilnem pomenu in drugimi pomeni. V preteklosti zapis teh ni bil problematičen, saj so se njihovi svojilni pomeni od drugih ločevali tudi po različnih priponskih obrazilih, npr: Aristofanova satira : aristofanska šola. V SP 2001 so prednostno predpisali malo začetnico pri vrstnih pridevnikih na -ov/-ev/-in iz lastnih imen oziroma se dovoljuje le v zvezah, ki zaznamujejo duhovno last in frazemih. Tako je bilo v predpisu, v slovarskem delu pravopisa pa so taki pridevniki vedno zapisani z malo začetnico, ne glede na to, ali gre za besedni zvezi, za vrstni ali svojilni pridevnik, npr..adams-stokesov/Adams-Stokesov sindrom, blagajev/Blagajev volčin, elektrin/Elektrin kompleks. Ob tem izstopajo nekatere redke izjeme, ki so normirane le z veliko začetnico, npr. Gospodov dan in Dow-Jonesov indeks.